# A Day of Fury
A Day of Fury (Brasil: Domingo Sangrento ) é um filme estadunidense, de 1956, do gênero faroeste, dirigido por Harmon Jones, roteirizado por James Edmiston e Oscar Brodney.

## Sinopse
Delegado, no dia de seu casamento, é salvo de uma emboscada por pistoleiro, que indiferente a modernidade, passa a tumultuar a cidade.

## Elenco
- Dale Robertson....... Jagade
- Mara Corday....... Sharman Fulton
- Jock Mahoney....... Delegado Allan Burnett
- Carl Benton Reid....... Juiz John J. McLean
- Jan Merlin....... Billy Brand
- John Dehner....... Pregador Jason
- Dee Carroll....... Miss Timmons
- Sheila Bromley.......... Marie
- James Bell....... Doc Logan
- Dani Crayne....... Claire
- Howard Wendell....... Vanryzin
- Charles Cane....... Duggen
- Phil Chambers....... Burson
- Sydney Mason....... Beemans
- Helen Kleeb....... Mrs. McLean